# Ґіралтівці
Ґіралтівці (Ґіралтовце; словац. Giraltovce) — місто в Словаччині, Свидницькому окрузі Пряшівського краю. Розташоване в східній частині Словаччини, у Низькому Бескиді над р. Топлею, на автошляху Пряшів — Свидник — Вишній Комарник.

## Історія
Вперше згадується 1427.

## Освіта
У місті працює 1 дитсадок, 2 початкові школи, 2 середні школи, в тому числі 1 гімназія.

## Культура
- Пізньоренесансний замок з першої пол. 17.ст.
- Бароко-класицистичний замок з першої пол. 18.ст.
- Класицистичний замок з першої пол. 19.ст.
- Будівля старої ратуші з першої пол. 20.ст.

У місті відбуваються Фолкльорні святя Топлянської долини, Гітарний фестиваль, «Ґіралтовський гудак», Дні єврейської культури.

### Храми
У місті є три храми:
- протестантський костел з 1798 року, первісно збудований у стилі бароко як прибудова до старішої вежі з 1654 року в стилі ренесансу, в 1810 році перебудований у стилі класицизму,
- римо-католицький костел святих Кирила і Мефодія з 1939—1940 років, з елементами в стилі сецесії та неоготики,
- парафіяльна греко-католицька церква Матері Неустанної Помочі з першої половини 20 століття в стилі необароко.

## Населення
| Рік:            | 1993 | 2003    | 2013    | 2023    |
| --------------- | ---- | ------- | ------- | ------- |
| Кількість осіб: | 4131 | 4194    | 4146    | 3997    |
| Різниця:        |      | +1,52 % | -1,14 % | -3,59 % |

| Рік:            | 2022 | 2023    |
| --------------- | ---- | ------- |
| Кількість осіб: | 3991 | 3997    |
| Різниця:        |      | +0,15 % |

У місті проживає 4166 чол.
Національний склад населення (за даними останнього перепису населення — 2001 року):
- словаки — 95,01 %
- цигани (роми) — 3,58 %
- русини — 0,41 %
- українці — 0,33 %
- чехи — 0,21 %
- поляки — 0,02 %
- угорці — 0,02 %

Склад населення за приналежністю до релігії станом на 2001 рік:
- римо-католики — 59,82 %,
- протестанти (еванєлики) — 23,20 %,
- греко-католики — 8,09 %,
- православні — 0,98 %,
- не вважають себе віруючими або не належать до жодної вищезгаданої церкви — 6,28 %

### Видатні постаті
- Адам Гловік (словац. Adam Hlovík) — протестантський духовний (з 1831 р.), активний діяч словацького національного відродження, помер в Ґіралтівцях, де й похований, в місті на згадку про нього встановлена пам'ятна дошка та споруджено пам'ятник в центрі міста
- Міхал Станік (словац. Michal Staník) — протестантський духовний (1808—1822), пропагував здоровий спосіб життя
- Людовіт Кукореллі (словац. Ľudovít Kukorelli) — начальник партизанського відділу Чапаєв, в околиці під час Другої світової війни організував партизанське підпілля
- Людовіт Медвецкі (словац. Ľudovít Medvecký) — кандидат до угорського парламенту в 1906 р. від округу Ґіралтовце, підтримуваний місцевим словацьким населенням, але жупні органи під час посиленої мадяризації йому не дозволили кандидувати